# Cerrillos (Salta)
Pour les articles homonymes, voir Cerrillos.
Cerrillos est une ville argentine située dans la province de Salta et le Département de Cerrillos. Elle se trouve à 15 km de Salta, la capitale provinciale.